# Tribalus minutulus
Tribalus minutulus är en skalbaggsart som beskrevs av Thérond 1961. Tribalus minutulus ingår i släktet Tribalus och familjen stumpbaggar. Inga underarter finns listade i Catalogue of Life.